# Comuna de Wielopole Skrzyńskie
Wielopole Skrzyńskie (polaco: Gmina Wielopole Skrzyńskie) é uma gminy (comuna) na Polónia, na voivodia de Subcarpácia e no condado de Ropczycko-sędziszowski. A sede do condado é a cidade de Wielopole Skrzyńskie.
De acordo com os censos de 2004, a comuna tem 8415 habitantes, com uma densidade 90,1 hab/km².

## Área
Estende-se por uma área de 93,41 km², incluindo:
- área agrícola: 72%
- área florestal: 19%

## Demografia
Dados de 30 de Junho 2004:
|                      | Total   | Total | Mulheres | Mulheres | Homens  | Homens |
| -------------------- | ------- | ----- | -------- | -------- | ------- | ------ |
|                      | pessoas | %     | pessoas  | %        | pessoas | %      |
| População            | 8415    | 100   | 4220     | 50,1     | 4195    | 49,9   |
| Densidade (pop./km²) | 90,1    | 100   | 45,2     | 45,2     | 44,9    | 44,9   |

De acordo com dados de 2002, o rendimento médio per capita ascendia a 1236,04 zł.

## Subdivisões
- Broniszów, Brzeziny, Glinik, Nawsie, Wielopole Skrzyńskie.

## Comunas vizinhas
- Brzostek, Czudec, Frysztak, Iwierzyce, Ropczyce, Sędziszów Małopolski, Strzyżów, Wiśniowa